# Euptychia pamela
Euptychia pamela är en fjärilsart som beskrevs av Hayward 1957. Euptychia pamela ingår i släktet Euptychia och familjen praktfjärilar. Inga underarter finns listade i Catalogue of Life.